# سعید موحدی
سعید موحدی (زاده ۱۳۴۶ - درگذشت ۱۶ خرداد ۱۳۸۶) نویسنده، مردم‌شناس، پژوهشگر در فرهنگ عامه و ناشر ایرانی بود.

## زندگی
موحدی فارغ‌التحصیل مرکز آموزش سازمان میراث فرهنگی بود. وی پس از دریافت مدرک فوق دیپلم از این مرکز در سال ۱۳۷۳ خورشیدی، کار خود به عنوان پژوهشگر فرهنگ عامه را آغاز کرد. او برای جمع‌آوری قصه‌های عامیانه راهی استان مرکزی شد و کار را به صورت میدانی (گفتگو با اهالی روستاهای استان) آغاز کرد.

## بررسی اثر
کتاب شوقات مجموعه‌ای است از داستان‌های عامیانه استان مرکزی.

## کارهای ناتمام
موحدی مشغول گردآوری تمثیلات انجیل و نیز قصه‌ای درباره جنگ بود که درگذشت. علاوه بر آن وی یک رمان پلیسی نیمه‌تمام در دست نگارش و تعدادی داستان کوتاه داشت که به سرانجامی نرسید.

## زندگی شخصی
موحدی متأهل و صاحب یک فرزند بود. وی به علت سکته قلبی درگذشت و هنگام مرگ ۴۰ سال داشت. او را در گورستان باغ بهشت قم به خاک سپردند.